# 永福寺 (塩尻市)
永福寺（えいふくじ）は長野県塩尻市にある高野山真言宗の寺院。山号は慈眼山。

## 概要
本尊は天平9年（737年）行基の作と伝わる駒形馬頭観音。大永元年（1521年）に源義仲の子孫と称する木曽義方が義仲の菩提を弔うため創建し、祖父の木曽源太郎豊方を開基とし、法名から長福寺とした。
元和元年（1615年）の中山道塩尻宿開設に伴って長畝村から宿場の東端に移設され、元禄15年（1702年）に現在地に移り、本堂、鐘楼、山門、仁王門、観音堂などが新築された。九代将軍徳川家重の幼名長福丸を避諱して、享保2年（1717年）に永福寺と改称した。
正徳4年（1714年）に全焼したが、再建。現在の観音堂は春日造りで、諏訪立川流3代目の立川和四郎富重によって万延元年（1860年）に改築された。昭和53年（1978年）に本堂と庫裡が新築された。

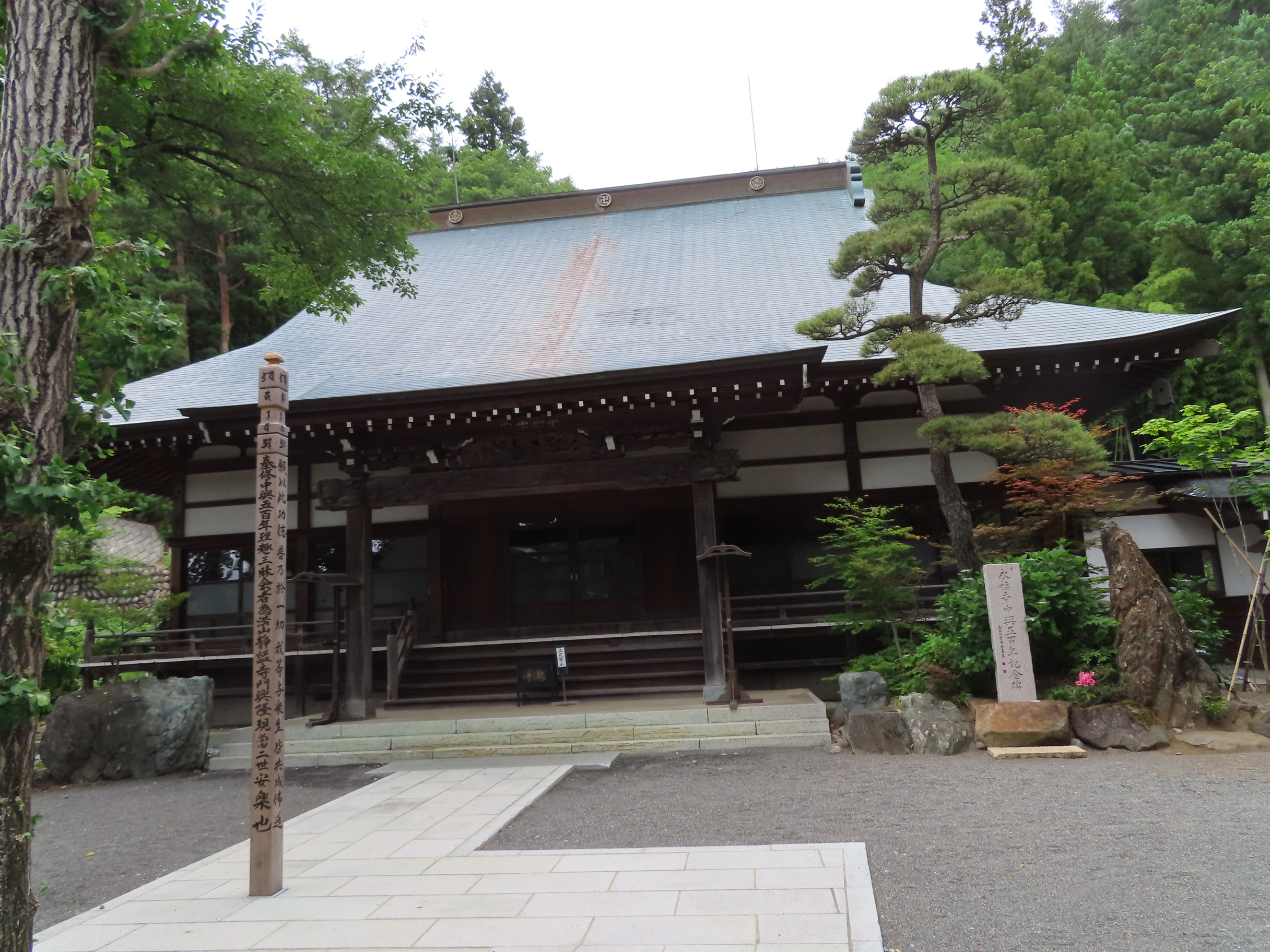
本堂
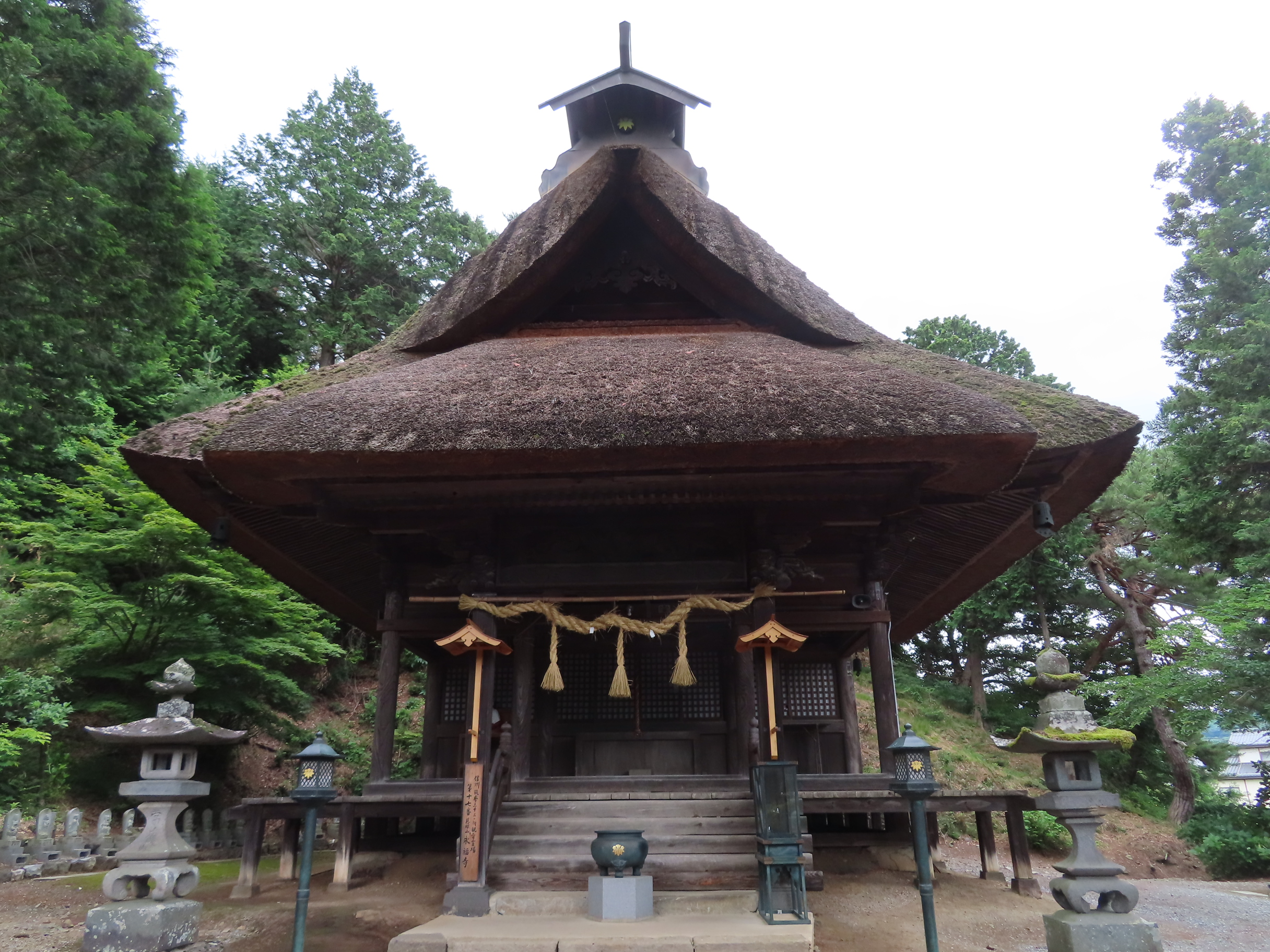
観音堂
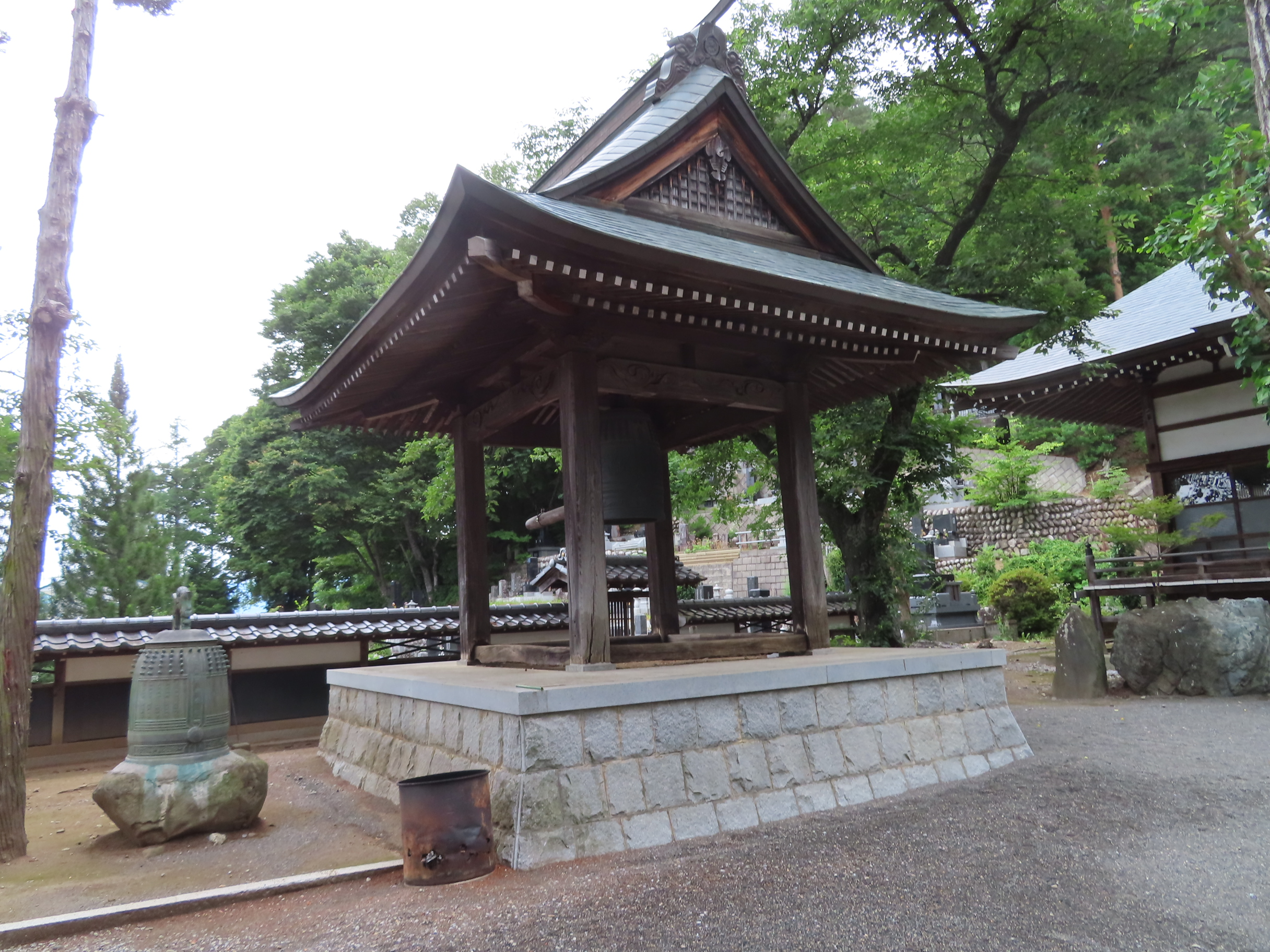
鐘楼

## 交通アクセス
- JR中央本線塩尻駅から車で約5分。